# Engenharia metabólica

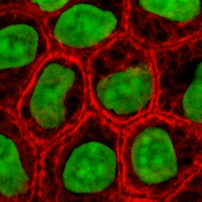
O metabolismo celular pode ser optimizado para fins industriais.

A engenharia metabólica consiste na manipulação do metabolismo de organismos para optimizar processos genéticos e regulatórios em células de modo a aumentar a produção celular de uma determinada substância, com minimização do gasto energético celular e de produção de substâncias secundárias não desejadas. Muitos dos processos industriais de fabrico de cerveja, vinho, queijo, medicamentos e outros produtos da biotecnologia envolvem engenharia metabólica.